# Róg Gabriela

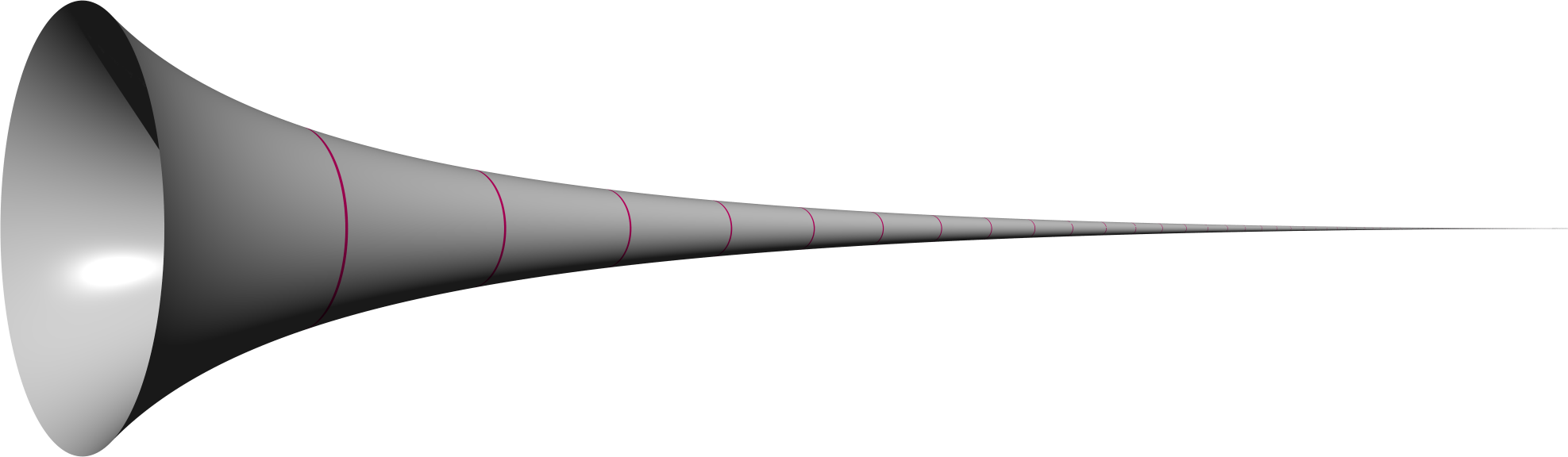
Model rogu Gabriela

Róg Gabriela (lub trąbka Torricellego) – bryła geometryczna, opisana przez Evangelistę Torricellego, o nieskończonej powierzchni zewnętrznej, ale skończonej objętości. Nazwą nawiązuje do archanioła Gabriela, który wg tradycji chrześcijańskiej ma ogłosić Sąd Ostateczny zadęciem w róg.

## Konstrukcja

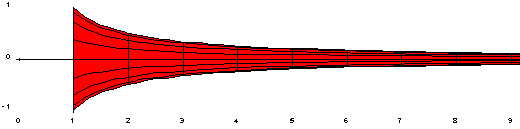
Rzut boczny rogu Gabriela

Róg Gabriela jest bryłą obrotową ograniczoną przez powierzchnię powstałą w wyniku obrotu wokół osi OX wykresu funkcji
{\displaystyle f(x)={\frac {1}{x}}}
określonej w przedziale {\displaystyle [1,\infty ].} Dzięki doborowi dziedziny funkcji {\displaystyle f} wykres tej funkcji ma tylko jedną asymptotę, którą jest oś rogu Gabriela.

## Objętość i pole powierzchni
W celu wyznaczenia objętości i pola powierzchni rozważa się bryłę obrotową powstałą przez obrót wykresu funkcji {\displaystyle f} określonej w przedziale {\displaystyle [1,a],\,a>1.}
Wówczas objętość {\displaystyle V(a)} i pole {\displaystyle S(a)} tej bryły wynoszą odpowiednio:
{\displaystyle V(a)=\pi \int _{1}^{a}{\frac {1}{x^{2}}}\mathrm {d} x=\pi \left(1-{\frac {1}{a}}\right)}
{\displaystyle S(a)=2\pi \int _{1}^{a}{\frac {\sqrt {1+{\frac {1}{x^{4}}}}}{x}}\mathrm {d} x>2\pi \int _{1}^{a}{\frac {\sqrt {1}}{x}}\ \mathrm {d} x=2\pi \ln a}
Granica funkcji {\displaystyle V(a)} przy {\displaystyle a\to \infty } istnieje i jest skończona, dokładniej:
{\displaystyle \lim _{a\to \infty }V(a)=\lim _{a\to \infty }\pi \left(1-{\frac {1}{a}}\right)=\pi }
Oznacza to, że róg Gabriela ma objętość równą {\displaystyle \pi .}
Funkcja {\displaystyle S(a)} ma granicę równą {\displaystyle \infty } przy {\displaystyle a\to \infty ,} tzn.
{\displaystyle \lim _{a\to \infty }S(a)\geqslant \lim _{a\to \infty }2\pi \ln a=\infty .}
Z powyższego wynika, że pole powierzchni rogu Gabriela jest nieskończone. Odkrycie opisanych wyżej własności rogu Gabriela nastąpiło w wyniku zastosowania zasady Cavalieriego, jeszcze przed pojawieniem się rachunku różniczkowego i całkowego.

## Paradoks malarzy
Istnienie brył o nieskończonej powierzchni i skończonej objętości nie jest paradoksem. Dość łatwo takie bryły konstruować, np. zbiór punktów {\displaystyle (x,y,z)\in E^{3}} spełniających następujące warunki:
{\displaystyle 1\leqslant x,\;\;0\leqslant y\leqslant {\tfrac {1}{x^{2}}},\;\;0\leqslant z\leqslant 1.}
Płaską wersją jest figura złożona z punktów {\displaystyle (x,y)\in E^{2}} o skończonej powierzchni i nieskończonym obwodzie:
{\displaystyle 1\leqslant x,\;\;0\leqslant y\leqslant {\tfrac {1}{x^{2}}}.}
Inną figurą może być płatek Kocha, który także ma skończoną powierzchnię, ale nieskończony obwód.
Mimo to istnienie rogu Gabriela nazwano paradoksem malarzy, ponieważ do pomalowania takiej powierzchni potrzebna jest nieskończona ilość farby, ale wystarczy skończona ilość farby, aby napełnić naczynie o takim kształcie.
Jest to jednak paradoks pozorny, a jego źródłem jest błędne założenie, że bryły takie mają własności brył fizycznych:
- w naczyniu o zaniedbywalnej grubości ścianki powierzchnia wewnętrzna jest identyczna z powierzchnią zewnętrzną.
- nalanie do wnętrza naczynia farby jest równoznaczne z pomalowaniem naczynia od wewnątrz.

Jednak rogu Gabriela nie można napełnić żadną fizyczną cieczą, bowiem od pewnego miejsca wzdłuż osi średnica rogu jest mniejsza od rozmiaru cząsteczki cieczy.